# Stick Run
Stick Run ist ein von Manuel Otto entwickeltes kostenloses Jump-’n’-Run-Spiel, welches seit August 2010 auf dem sozialen Netzwerk Facebook spielbar ist, später auch für Android und iOS erschien. Stick Run wurde von über 43 Millionen Spielern weltweit gespielt.

## Spielprinzip
Ein Strichmännchen – gesteuert vom Spieler an der Tastatur – muss einen endlosen langen Parcours aus verschiedenen Hindernissen überwinden und kann dabei Erfahrungspunkte (XP) sowie die Spielwährung Coins einsammeln. Sollte der Spieler ein Hindernis übersehen, ist das laufende Spiel beendet. Das Spiel ermöglicht es, bis zu vier Spieler gegeneinander antreten zu lassen.
Mit den eingezahlten, aber auch gewonnenen Coins kann die Spielfigur mit neuen Kleidungsstücken versehen werden, um sich von anderen Spielfiguren zu unterscheiden. Investiert der Spieler Coins, kann ein kleiner Hund den Läufer begleiten.

### Marktplatz
Stick Run bietet einen Echtzeitmarktplatz an, in dem Spieler in öffentlichen Räumen aufeinandertreffen und Items, die es erleichtern, den Parcours zu überwinden, tauschen können.
Mit der Spielwährung Coins können ebenfalls Items getauscht oder erworben werden. Einzelne Items, vor allem besondere Kleidungsstücke wie z. B. Laufschuhe können auf dem Marktplatz ebenso getauscht werden, wie Mützen und sonstige Bekleidung. Das führte dazu, dass sich der ursprüngliche Wert eingebrachter Items veränderte und somit ein reales Marktgeschehen abgebildet wurde. Bestimmte Items verloren an Wert, andere stiegen. Im Spiel wird dabei großer Wert darauf gelegt, dass sich Menschen aller Hautfarben an ihrem Handel freuen und freundlich, mit Handschlag begegnen, somit die übergreifende Bedeutung eines freien, friedlichen Handels symbolisieren.

## Entwicklung
Das Spiel wurde von dem damals 14-jährigen deutschen Manuel Otto entwickelt und publiziert. Aufgrund des Erfolgs wurde die TigMar GmbH gegründet, welche es im Jahr 2013 ermöglichte, dass sich Publisher Nekki an Stick Run beteiligte und die in Facebook eingebettete Spielesoftware auf Android- und Apple-Smartphones portierte.

## Rezeption
Es hatte eine Reichweite von insgesamt 43 Millionen Nutzern. Regelmäßig rangierte das Spiel in verschiedenen Bereichen unter den größten 10 Spielen auf Facebook.